# ألان نوريس
ألان نوريس (بالإنجليزية: Alan Norris)‏ هو لاعب دارت بريطاني، ولد في 21 فبراير 1972 في يوفيل في المملكة المتحدة.

## وصلات خارجية
- ألان نوريس على موقع DartsDatabase.co.uk (الإنجليزية)